# 2009년 센트럴 리그 클라이맥스 시리즈
2009년 센트럴 리그 클라이맥스 시리즈(일본어: 2009年のセントラル・リーグクライマックスシリーズ, 영어: 2009 Central League Climax Series)는 2009년 10월에 개최된 일본 프로 야구 센트럴 리그의 클라이맥스 시리즈 경기이며, 이 경기에서의 경기 결과와 성적에 대해 설명한다.

## 개요
- 정규 리그 2위 팀과 3위 팀은 클라이맥스 시리즈 퍼스트 스테이지를 진행하고, 퍼스트 스테이지 승자는 정규 리그 1위 팀과 파이널 스테이지를 진행하여 일본 시리즈 진출 팀을 가린다. 이 때 정규 리그 1위 팀은 파이널 스테이지 직행 권한은 물론 1승을 추가로 부여받는다.
- 퍼스트 스테이지는 전 경기가 정규 리그 2위팀의 홈구장에서 펼쳐지며, 파이널 스테이지는 전 경기가 정규 리그 1위 팀 홈구장에서 펼쳐진다.
- 2007년 센트럴 리그에 플레이오프 제도가 도입된 이후 처음으로 도쿄 야쿠르트 스왈로스가 클라이맥스 시리즈에 진출했다.
- 2007년 이후 3년 연속으로 파이널 스테이지에서 주니치 드래건스와 요미우리 자이언츠의 대결이 펼쳐졌다. 요미우리가 4승 1패로 승리하면서 2년 연속 일본 시리즈 진출에 성공했다.

## 클라이맥스 시리즈 참가 팀 및 감독
| 팀 순위       | 소속                   | 감독              |
| ------------- | ---------------------- | ----------------- |
| 정규 리그 1위 | 요미우리 자이언츠      | 하라 다쓰노리     |
| 정규 리그 2위 | 주니치 드래건스        | 오치아이 히로미쓰 |
| 정규 리그 3위 | 도쿄 야쿠르트 스왈로스 | 다카다 시게루     |

## 경기 일정

### 퍼스트 스테이지
- 1차전 : 10월 17일
- 2차전 : 10월 18일
- 3차전 : 10월 19일

### 파이널 스테이지
- 1차전 : 10월 21일
- 2차전 : 10월 22일
- 3차전 : 10월 23일
- 4차전 : 10월 24일

## 경기 결과

### 퍼스트 스테이지

#### 1차전
- 10월 17일 - 나고야 돔

| 팀 | 1 | 2 | 3 | 4 | 5 | 6 | 7 | 8 | 9 | R | H | E |
| 야쿠르트 | 0 | 0 | 0 | 0 | 0 | 0 | 3 | 0 | 0 | 3 | 5 | 0 |
| 주니치 | 0 | 0 | 0 | 1 | 1 | 0 | 0 | 0 | 0 | 2 | 8 | 0 |
| 승리 투수: 이시카와 마사노리(1-0) 패전 투수: 천웨이인(0-1) 세이브: 임창용(1S) 홈런: 야쿠르트 – 제이미 댄토나(7회 2점) 주니치 – 와다 가즈히로(4회 1점) |   |   |   |   |   |   |   |   |   |   |   |   |

#### 2차전
- 10월 18일 - 나고야 돔

| 팀 | 1 | 2 | 3 | 4 | 5 | 6 | 7 | 8 | 9 | R | H | E |
| 야쿠르트 | 0 | 2 | 0 | 0 | 0 | 0 | 0 | 0 | 0 | 2 | 7 | 2 |
| 주니치 | 1 | 1 | 0 | 0 | 0 | 0 | 1 | 0 | 0 | 3 | 7 | 1 |
| 승리 투수: 요시미 가즈키(1-0) 패전 투수: 다테야마 쇼헤이(0-1) 세이브: 이와세 히토키(1S) 홈런: 야쿠르트 – 가와모토 료헤이(2회 2점) 주니치 – 다니시게 모토노부(2회 1점) |   |   |   |   |   |   |   |   |   |   |   |   |

#### 3차전
- 10월 19일 - 나고야 돔

| 팀                                                                                                | 1 | 2 | 3 | 4 | 5 | 6 | 7 | 8 | 9 | R | H  | E |
| 야쿠르트                                                                                          | 1 | 0 | 0 | 0 | 0 | 0 | 0 | 2 | 1 | 4 | 11 | 0 |
| 주니치                                                                                            | 0 | 0 | 2 | 0 | 3 | 0 | 0 | 2 | X | 7 | 16 | 0 |
| 승리 투수: 나카타 겐이치(1-0) 패전 투수: 사토 요시노리(0-1) 홈런: 주니치 – 와다 가즈히로(3회 2점) |   |   |   |   |   |   |   |   |   |   |    |   |

### 파이널 스테이지

#### 1차전
- 10월 21일 - 도쿄 돔

| 팀 | 1 | 2 | 3 | 4 | 5 | 6 | 7 | 8 | 9 | R | H  | E |
| 주니치 | 5 | 0 | 1 | 0 | 0 | 1 | 0 | 0 | 0 | 7 | 10 | 0 |
| 요미우리 | 0 | 1 | 0 | 0 | 0 | 0 | 1 | 0 | 0 | 2 | 5  | 0 |
| 승리 투수: 오가사와라 다카시(1-0) 패전 투수: 디키 곤잘레스(0-1) 홈런: 주니치 – 노모토 게이(1회 3점), 토니 블랑코(3회 1점) |   |   |   |   |   |   |   |   |   |   |    |   |

#### 2차전
- 10월 22일 - 도쿄 돔

| 팀 | 1 | 2 | 3 | 4 | 5 | 6 | 7 | 8 | 9 | R | H  | E |
| 주니치 | 2 | 0 | 0 | 0 | 0 | 0 | 0 | 2 | 0 | 4 | 8  | 0 |
| 요미우리 | 1 | 0 | 1 | 3 | 1 | 0 | 0 | 0 | X | 6 | 15 | 0 |
| 승리 투수: 위르핀 오비스포(1-0) 패전 투수: 천웨이인(0-1) 세이브: 마크 크룬(1S) 홈런: 주니치 – 모리노 마사히코(1회 2점), 후지이 아쓰시(8회 2점) 요미우리 – 아베 신노스케(4회 1점) |   |   |   |   |   |   |   |   |   |   |    |   |

#### 3차전
- 10월 23일 - 도쿄 돔

| 팀 | 1 | 2 | 3 | 4 | 5 | 6 | 7 | 8 | 9 | R | H  | E |
| 주니치 | 2 | 0 | 0 | 0 | 0 | 0 | 2 | 0 | 0 | 4 | 8  | 1 |
| 요미우리 | 0 | 0 | 0 | 0 | 0 | 2 | 0 | 3 | X | 5 | 10 | 0 |
| 승리 투수: 도요다 기요시(1-0) 패전 투수: 아사오 다쿠야(0-1) 세이브: 마크 크룬(2S) 홈런: 주니치 – 모리노 마사히코(1회 2점) 요미우리 – 알렉스 라미레스(6회 1점), 가메이 요시유키(6회 1점) |   |   |   |   |   |   |   |   |   |   |    |   |

#### 4차전
- 10월 24일 - 도쿄 돔

| 팀 | 1 | 2 | 3 | 4 | 5 | 6 | 7 | 8 | 9 | R | H | E |
| 주니치 | 0 | 0 | 0 | 1 | 1 | 0 | 0 | 0 | 0 | 2 | 6 | 1 |
| 요미우리 | 2 | 0 | 5 | 0 | 0 | 1 | 0 | 0 | X | 8 | 9 | 1 |
| 승리 투수: 오치 다이스케(1-0) 패전 투수: 나카타 겐이치(0-1) 홈런: 주니치 – 토니 블랑코(4회 1점) 요미우리 – 다니 요시토모(3회 만루) |   |   |   |   |   |   |   |   |   |   |   |   |

## 같이 보기
- 2009년 퍼시픽 리그 클라이맥스 시리즈
- 2009년 일본 시리즈